# Dietmar Hogrefe
Dietmar Hogrefe, född den 25 augusti 1962 i Varel i Tyskland, är en västtysk ryttare.
Han tog OS-brons i lagtävlingen i fälttävlan i samband med de olympiska ridsporttävlingarna 1984 i Los Angeles.